# Łeonidiwka (obwód doniecki)
Łeonidiwka (ukr. Леонідівка) – wieś na Ukrainie, w obwodzie donieckim, w rejonie bachmuckim, w hromadzie Torećk. W 2001 liczyła 115 mieszkańców.